# 가나 축구 국가대표팀
가나 축구 국가대표팀(영어: Ghana national football team)은 가나를 대표하는 축구팀으로 가나 축구 협회에서 운영 중이다. '검은 별'이라는 별칭으로 알려져 있는 아프리카의 축구 강호로 1950년 5월 28일 나이지리아와의 국제 A매치 데뷔전에서 1-0으로 승리를 거두었으며 현재 바바야라 스타디움 외에 7개의 경기장을 홈 구장으로 사용하고 있다.

## 국제 대회 경력

### FIFA 월드컵
월드컵 본선에는 단 4번 밖에 출전을 못했지만 처음 출전했던 2006년 대회에서 16강에 오른 것을 시작으로 2010년 대회에서는 8강에 오르며 1990년 카메룬, 2002년 세네갈에 이어 월드컵 8강에 오른 역대 3번째 아프리카 국가가 되었다. 그러나 2014년 대회에서는 조별리그 탈락의 고배를 마셨고 2018년 대회에서는 지역 예선에서 탈락하면서 본선에 오르지 못했다가 2022년 FIFA 월드컵 아프리카 지역 3차 예선 2차전에서 나이지리아를 상대로 원정 다득점에 힘입어 간신히 승리를 거두며 8년만에 4번째 월드컵 본선에 진출하였으며, 본선에서는 조별리그에서 탈락하였지만, 12년 전 아프리카 팀 최초 준결승 진출을 좌절시켰던 우루과이의 16강 진출을 저지시켰다.

### 아프리카 네이션스컵
이 대회 본선에는 23번 출전하여 그 가운데 9번의 대회에서 결승에 올라 4번의 대회(1963년, 1965년, 1978년, 1982년)에서 우승컵을 들어올렸고 나머지 5번의 대회(1968년, 1970년, 1992년, 2010년, 2015년)에서는 준우승하는 등 조별리그에서 탈락한 5번의 대회를 제외한 나머지 18번의 대회에서 꾸준히 토너먼트 진출의 성과를 내고 있다.

### 아프리카 네이션스 챔피언십
자국 리그에서 활동하는 선수들만 참가할 수 있는 아프리카 네이션스 챔피언십 본선에는 3번 출전하여 2009년과 2014년 대회에서 준우승했다.

## 가나 축구 협회 해체
2018년 6월 7일 가나축구협회 내 만연한 부패로 인해 축구협회는 결국 가나 정부에 의해 해체 수순을 밟고 말았다. 이로 인해 가나는 FIFA 주관 대회에 출전할 자격이 상실되었고 FIFA 내 투표권도 없어졌다. 그러다가 1년 후인 2019년 8월 가나 축구 협회가 다시 창설되었다.

## 국제대회 기록

### FIFA 월드컵
| FIFA 월드컵 본선 기록 | FIFA 월드컵 본선 기록        | FIFA 월드컵 본선 기록        | FIFA 월드컵 본선 기록        | FIFA 월드컵 본선 기록        | FIFA 월드컵 본선 기록        | FIFA 월드컵 본선 기록        | FIFA 월드컵 본선 기록        | FIFA 월드컵 본선 기록        | FIFA 월드컵 본선 기록        | FIFA 월드컵 예선 기록                       | FIFA 월드컵 예선 기록                       | FIFA 월드컵 예선 기록                       | FIFA 월드컵 예선 기록                       | FIFA 월드컵 예선 기록                       | FIFA 월드컵 예선 기록                       | FIFA 월드컵 예선 기록                       |
| 년도                  | 결과                         | 순위                         | 경기                         | 승                           | 무*                          | 패                           | 득점                         | 실점                         | 승점                         | 경기                                        | 승                                          | 무*                                         | 패                                          | 득점                                        | 실점                                        | 승점                                        |
| --------------------- | ---------------------------- | ---------------------------- | ---------------------------- | ---------------------------- | ---------------------------- | ---------------------------- | ---------------------------- | ---------------------------- | ---------------------------- | ------------------------------------------- | ------------------------------------------- | ------------------------------------------- | ------------------------------------------- | ------------------------------------------- | ------------------------------------------- | ------------------------------------------- |
| 1930년                | 독립 이전                    | 독립 이전                    | 독립 이전                    | 독립 이전                    | 독립 이전                    | 독립 이전                    | 독립 이전                    | 독립 이전                    | 독립 이전                    | 독립 이전                                   | 독립 이전                                   | 독립 이전                                   | 독립 이전                                   | 독립 이전                                   | 독립 이전                                   | 독립 이전                                   |
| 1934년                | 독립 이전                    | 독립 이전                    | 독립 이전                    | 독립 이전                    | 독립 이전                    | 독립 이전                    | 독립 이전                    | 독립 이전                    | 독립 이전                    | 독립 이전                                   | 독립 이전                                   | 독립 이전                                   | 독립 이전                                   | 독립 이전                                   | 독립 이전                                   | 독립 이전                                   |
| 1938년                | 독립 이전                    | 독립 이전                    | 독립 이전                    | 독립 이전                    | 독립 이전                    | 독립 이전                    | 독립 이전                    | 독립 이전                    | 독립 이전                    | 독립 이전                                   | 독립 이전                                   | 독립 이전                                   | 독립 이전                                   | 독립 이전                                   | 독립 이전                                   | 독립 이전                                   |
| 1950년                | 독립 이전                    | 독립 이전                    | 독립 이전                    | 독립 이전                    | 독립 이전                    | 독립 이전                    | 독립 이전                    | 독립 이전                    | 독립 이전                    | 독립 이전                                   | 독립 이전                                   | 독립 이전                                   | 독립 이전                                   | 독립 이전                                   | 독립 이전                                   | 독립 이전                                   |
| 1954년                | 독립 이전                    | 독립 이전                    | 독립 이전                    | 독립 이전                    | 독립 이전                    | 독립 이전                    | 독립 이전                    | 독립 이전                    | 독립 이전                    | 독립 이전                                   | 독립 이전                                   | 독립 이전                                   | 독립 이전                                   | 독립 이전                                   | 독립 이전                                   | 독립 이전                                   |
| 1958년                | 없음                         | 없음                         | 없음                         | 없음                         | 없음                         | 없음                         | 없음                         | 없음                         | 없음                         | 없음                                        | 없음                                        | 없음                                        | 없음                                        | 없음                                        | 없음                                        | 없음                                        |
| 1962년                | 예선 탈락                    | 예선 탈락                    | 예선 탈락                    | 예선 탈락                    | 예선 탈락                    | 예선 탈락                    | 예선 탈락                    | 예선 탈락                    | 예선 탈락                    | 4                                           | 1                                           | 2                                           | 1                                           | 6                                           | 4                                           | 5                                           |
| 1966년                | 기권                         | 기권                         | 기권                         | 기권                         | 기권                         | 기권                         | 기권                         | 기권                         | 기권                         | 기권                                        | 기권                                        | 기권                                        | 기권                                        | 기권                                        | 기권                                        | 기권                                        |
| 1970년                | 예선 탈락                    | 예선 탈락                    | 예선 탈락                    | 예선 탈락                    | 예선 탈락                    | 예선 탈락                    | 예선 탈락                    | 예선 탈락                    | 예선 탈락                    | 2                                           | 0                                           | 1                                           | 1                                           | 2                                           | 3                                           | 1                                           |
| 1974년                | 예선 탈락                    | 예선 탈락                    | 예선 탈락                    | 예선 탈락                    | 예선 탈락                    | 예선 탈락                    | 예선 탈락                    | 예선 탈락                    | 예선 탈락                    | 6                                           | 4                                           | 1                                           | 1                                           | 14                                          | 5                                           | 13                                          |
| 1978년                | 예선 탈락                    | 예선 탈락                    | 예선 탈락                    | 예선 탈락                    | 예선 탈락                    | 예선 탈락                    | 예선 탈락                    | 예선 탈락                    | 예선 탈락                    | 3                                           | 1                                           | 0                                           | 2                                           | 3                                           | 5                                           | 3                                           |
| 1982년                | 기권                         | 기권                         | 기권                         | 기권                         | 기권                         | 기권                         | 기권                         | 기권                         | 기권                         | 기권                                        | 기권                                        | 기권                                        | 기권                                        | 기권                                        | 기권                                        | 기권                                        |
| 1986년                | 예선 탈락                    | 예선 탈락                    | 예선 탈락                    | 예선 탈락                    | 예선 탈락                    | 예선 탈락                    | 예선 탈락                    | 예선 탈락                    | 예선 탈락                    | 4'                                          | 1                                           | 2                                           | 1                                           | 2                                           | 2                                           | 5                                           |
| 1990년                | 예선 탈락                    | 예선 탈락                    | 예선 탈락                    | 예선 탈락                    | 예선 탈락                    | 예선 탈락                    | 예선 탈락                    | 예선 탈락                    | 예선 탈락                    | 2                                           | 0                                           | 1                                           | 1                                           | 0                                           | 2                                           | 1                                           |
| 1994년                | 예선 탈락                    | 예선 탈락                    | 예선 탈락                    | 예선 탈락                    | 예선 탈락                    | 예선 탈락                    | 예선 탈락                    | 예선 탈락                    | 예선 탈락                    | 4                                           | 2                                           | 0                                           | 2                                           | 4                                           | 3                                           | 6                                           |
| 1998년                | 예선 탈락                    | 예선 탈락                    | 예선 탈락                    | 예선 탈락                    | 예선 탈락                    | 예선 탈락                    | 예선 탈락                    | 예선 탈락                    | 예선 탈락                    | 8                                           | 2                                           | 4                                           | 2                                           | 9                                           | 8                                           | 10                                          |
| 2002년                | 예선 탈락                    | 예선 탈락                    | 예선 탈락                    | 예선 탈락                    | 예선 탈락                    | 예선 탈락                    | 예선 탈락                    | 예선 탈락                    | 예선 탈락                    | 10                                          | 5                                           | 2                                           | 3                                           | 14                                          | 11                                          | 17                                          |
| 2006년                | 16강                         | 13위                         | 4                            | 2                            | 0                            | 2                            | 4                            | 6                            | 6                            | 12                                          | 8                                           | 3                                           | 1                                           | 24                                          | 4                                           | 27                                          |
| 2010년                | 8강                          | 7위                          | 5                            | 2                            | 2                            | 1                            | 5                            | 4                            | 8                            | 12                                          | 8                                           | 1                                           | 3                                           | 20                                          | 8                                           | 25                                          |
| 2014년                | 조별리그                     | 25위                         | 3                            | 0                            | 1                            | 2                            | 4                            | 6                            | 1                            | 8                                           | 6                                           | 0                                           | 2                                           | 25                                          | 6                                           | 18                                          |
| 2018년                | 예선 탈락                    | 예선 탈락                    | 예선 탈락                    | 예선 탈락                    | 예선 탈락                    | 예선 탈락                    | 예선 탈락                    | 예선 탈락                    | 예선 탈락                    | 8                                           | 2                                           | 5                                           | 1                                           | 9                                           | 5                                           | 11                                          |
| 2022년                | 조별리그                     | 24위                         | 3                            | 1                            | 0                            | 2                            | 5                            | 7                            | 3                            | 8                                           | 4                                           | 3                                           | 1                                           | 8                                           | 4                                           | 15                                          |
| 합계                  | 4회 진출(4/16)               | 8강(1회)                     | 15                           | 5                            | 3                            | 7                            | 18                           | 23                           | 18                           | 91                                          | 44                                          | 25                                          | 22                                          | 140                                         | 70                                          | 157                                         |
| 순위                  | FIFA 월드컵 역대 순위 : 37위 | FIFA 월드컵 역대 순위 : 37위 | FIFA 월드컵 역대 순위 : 37위 | FIFA 월드컵 역대 순위 : 37위 | FIFA 월드컵 역대 순위 : 37위 | FIFA 월드컵 역대 순위 : 37위 | FIFA 월드컵 역대 순위 : 37위 | FIFA 월드컵 역대 순위 : 37위 | FIFA 월드컵 역대 순위 : 37위 | 월드컵 예선 승점 순위 : 63위 (아프리카 8위) | 월드컵 예선 승점 순위 : 63위 (아프리카 8위) | 월드컵 예선 승점 순위 : 63위 (아프리카 8위) | 월드컵 예선 승점 순위 : 63위 (아프리카 8위) | 월드컵 예선 승점 순위 : 63위 (아프리카 8위) | 월드컵 예선 승점 순위 : 63위 (아프리카 8위) | 월드컵 예선 승점 순위 : 63위 (아프리카 8위) |

### 아프리카 네이션스컵
| 아프리카 네이션스컵 본선 기록 | 아프리카 네이션스컵 본선 기록       | 아프리카 네이션스컵 본선 기록       | 아프리카 네이션스컵 본선 기록       | 아프리카 네이션스컵 본선 기록       | 아프리카 네이션스컵 본선 기록       | 아프리카 네이션스컵 본선 기록       | 아프리카 네이션스컵 본선 기록       | 아프리카 네이션스컵 본선 기록       | 아프리카 네이션스컵 본선 기록       | 아프리카 네이션스컵 예선 기록 | 아프리카 네이션스컵 예선 기록 | 아프리카 네이션스컵 예선 기록 | 아프리카 네이션스컵 예선 기록 | 아프리카 네이션스컵 예선 기록 | 아프리카 네이션스컵 예선 기록 | 아프리카 네이션스컵 예선 기록 |
| 년도                          | 결과                                | 순위                                | 경기                                | 승                                  | 무*                                 | 패                                  | 득점                                | 실점                                | 승점                                | 경기                          | 승                            | 무*                           | 패                            | 득점                          | 실점                          | 승점                          |
| ----------------------------- | ----------------------------------- | ----------------------------------- | ----------------------------------- | ----------------------------------- | ----------------------------------- | ----------------------------------- | ----------------------------------- | ----------------------------------- | ----------------------------------- | ----------------------------- | ----------------------------- | ----------------------------- | ----------------------------- | ----------------------------- | ----------------------------- | ----------------------------- |
| 1957년                        | 독립 이전                           | 독립 이전                           | 독립 이전                           | 독립 이전                           | 독립 이전                           | 독립 이전                           | 독립 이전                           | 독립 이전                           | 독립 이전                           | 독립 이전                     | 독립 이전                     | 독립 이전                     | 독립 이전                     | 독립 이전                     | 독립 이전                     | 독립 이전                     |
| 1959년                        | 불참                                | 불참                                | 불참                                | 불참                                | 불참                                | 불참                                | 불참                                | 불참                                | 불참                                | 불참                          | 불참                          | 불참                          | 불참                          | 불참                          | 불참                          | 불참                          |
| 1962년                        | 예선 탈락                           | 예선 탈락                           | 예선 탈락                           | 예선 탈락                           | 예선 탈락                           | 예선 탈락                           | 예선 탈락                           | 예선 탈락                           | 예선 탈락                           | 2                             | 0                             | 2                             | 0                             | 2                             | 2                             | 2                             |
| 1963년                        | 우승                                | 1위                                 | 3                                   | 2                                   | 1                                   | 0                                   | 6                                   | 1                                   | 7                                   | 자동참가(개최국)              | 자동참가(개최국)              | 자동참가(개최국)              | 자동참가(개최국)              | 자동참가(개최국)              | 자동참가(개최국)              | 자동참가(개최국)              |
| 1965년                        | 우승                                | 1위                                 | 3                                   | 3                                   | 0                                   | 0                                   | 12                                  | 5                                   | 9                                   | 자동참가(전 대회 우승국)      | 자동참가(전 대회 우승국)      | 자동참가(전 대회 우승국)      | 자동참가(전 대회 우승국)      | 자동참가(전 대회 우승국)      | 자동참가(전 대회 우승국)      | 자동참가(전 대회 우승국)      |
| 1968년                        | 준우승                              | 2위                                 | 5                                   | 3                                   | 1                                   | 1                                   | 11                                  | 8                                   | 10                                  | 자동참가(전 대회 우승국)      | 자동참가(전 대회 우승국)      | 자동참가(전 대회 우승국)      | 자동참가(전 대회 우승국)      | 자동참가(전 대회 우승국)      | 자동참가(전 대회 우승국)      | 자동참가(전 대회 우승국)      |
| 1970년                        | 준우승                              | 2위                                 | 5                                   | 2                                   | 2                                   | 1                                   | 6                                   | 4                                   | 8                                   | 2                             | 2                             | 0                             | 0                             | 15                            | 1                             | 6                             |
| 1972년                        | 예선 탈락                           | 예선 탈락                           | 예선 탈락                           | 예선 탈락                           | 예선 탈락                           | 예선 탈락                           | 예선 탈락                           | 예선 탈락                           | 예선 탈락                           | 2                             | 0                             | 1                             | 1                             | 0                             | 1                             | 1                             |
| 1974년                        | 예선 탈락                           | 예선 탈락                           | 예선 탈락                           | 예선 탈락                           | 예선 탈락                           | 예선 탈락                           | 예선 탈락                           | 예선 탈락                           | 예선 탈락                           | 4                             | 1                             | 0                             | 3                             | 3                             | 7                             | 3                             |
| 1976년                        | 예선 탈락                           | 예선 탈락                           | 예선 탈락                           | 예선 탈락                           | 예선 탈락                           | 예선 탈락                           | 예선 탈락                           | 예선 탈락                           | 예선 탈락                           | 4                             | 2                             | 0                             | 2                             | 7                             | 5                             | 6                             |
| 1978년                        | 우승                                | 1위                                 | 5                                   | 4                                   | 1                                   | 0                                   | 9                                   | 2                                   | 13                                  | 자동참가(개최국)              | 자동참가(개최국)              | 자동참가(개최국)              | 자동참가(개최국)              | 자동참가(개최국)              | 자동참가(개최국)              | 자동참가(개최국)              |
| 1980년                        | 조별리그                            | 5위                                 | 3                                   | 1                                   | 1                                   | 1                                   | 1                                   | 1                                   | 4                                   | 자동참가(전 대회 우승국)      | 자동참가(전 대회 우승국)      | 자동참가(전 대회 우승국)      | 자동참가(전 대회 우승국)      | 자동참가(전 대회 우승국)      | 자동참가(전 대회 우승국)      | 자동참가(전 대회 우승국)      |
| 1982년                        | 우승                                | 1위                                 | 5                                   | 2                                   | 3                                   | 0                                   | 7                                   | 5                                   | 9                                   | 4                             | 2                             | 2                             | 0                             | 6                             | 4                             | 8                             |
| 1984년                        | 조별리그                            | 6위                                 | 3                                   | 1                                   | 0                                   | 2                                   | 2                                   | 4                                   | 3                                   | 자동참가(전 대회 우승국)      | 자동참가(전 대회 우승국)      | 자동참가(전 대회 우승국)      | 자동참가(전 대회 우승국)      | 자동참가(전 대회 우승국)      | 자동참가(전 대회 우승국)      | 자동참가(전 대회 우승국)      |
| 1986년                        | 예선 탈락                           | 예선 탈락                           | 예선 탈락                           | 예선 탈락                           | 예선 탈락                           | 예선 탈락                           | 예선 탈락                           | 예선 탈락                           | 예선 탈락                           | 4                             | 1                             | 2                             | 1                             | 5                             | 4                             | 5                             |
| 1988년                        | 예선 탈락                           | 예선 탈락                           | 예선 탈락                           | 예선 탈락                           | 예선 탈락                           | 예선 탈락                           | 예선 탈락                           | 예선 탈락                           | 예선 탈락                           | 2                             | 0                             | 1                             | 1                             | 1                             | 2                             | 1                             |
| 1990년                        | 예선 탈락                           | 예선 탈락                           | 예선 탈락                           | 예선 탈락                           | 예선 탈락                           | 예선 탈락                           | 예선 탈락                           | 예선 탈락                           | 예선 탈락                           | 2                             | 1                             | 0                             | 1                             | 1                             | 1                             | 3                             |
| 1992년                        | 준우승                              | 2위                                 | 5                                   | 4                                   | 1                                   | 0                                   | 6                                   | 2                                   | 13                                  | 8                             | 5                             | 2                             | 1                             | 11                            | 2                             | 17                            |
| 1994년                        | 8강                                 | 5위                                 | 3                                   | 2                                   | 0                                   | 1                                   | 3                                   | 2                                   | 6                                   | 2                             | 2                             | 0                             | 0                             | 3                             | 0                             | 6                             |
| 1996년                        | 준결승                              | 4위                                 | 6                                   | 4                                   | 0                                   | 2                                   | 7                                   | 5                                   | 12                                  | 4                             | 3                             | 0                             | 1                             | 9                             | 3                             | 9                             |
| 1998년                        | 조별리그                            | 11위                                | 3                                   | 1                                   | 0                                   | 2                                   | 3                                   | 3                                   | 3                                   | 4                             | 2                             | 1                             | 1                             | 4                             | 3                             | 7                             |
| 2000년                        | 8강                                 | 8위                                 | 4                                   | 1                                   | 1                                   | 2                                   | 3                                   | 4                                   | 4                                   | 자동참가(개최국)              | 자동참가(개최국)              | 자동참가(개최국)              | 자동참가(개최국)              | 자동참가(개최국)              | 자동참가(개최국)              | 자동참가(개최국)              |
| 2002년                        | 8강                                 | 7위                                 | 4                                   | 1                                   | 2                                   | 1                                   | 2                                   | 2                                   | 5                                   | 6                             | 4                             | 1                             | 1                             | 16                            | 8                             | 13                            |
| 2004년                        | 예선 탈락                           | 예선 탈락                           | 예선 탈락                           | 예선 탈락                           | 예선 탈락                           | 예선 탈락                           | 예선 탈락                           | 예선 탈락                           | 예선 탈락                           | 4                             | 1                             | 1                             | 2                             | 5                             | 5                             | 4                             |
| 2006년                        | 조별리그                            | 10위                                | 3                                   | 1                                   | 0                                   | 2                                   | 2                                   | 3                                   | 3                                   | 12                            | 8                             | 3                             | 1                             | 24                            | 4                             | 27                            |
| 2008년                        | 준결승                              | 3위                                 | 6                                   | 5                                   | 0                                   | 1                                   | 11                                  | 5                                   | 15                                  | 자동참가(개최국)              | 자동참가(개최국)              | 자동참가(개최국)              | 자동참가(개최국)              | 자동참가(개최국)              | 자동참가(개최국)              | 자동참가(개최국)              |
| 2010년                        | 준우승                              | 2위                                 | 5                                   | 3                                   | 0                                   | 2                                   | 4                                   | 4                                   | 9                                   | 12                            | 8                             | 1                             | 3                             | 20                            | 8                             | 25                            |
| 2012년                        | 준결승                              | 4위                                 | 6                                   | 3                                   | 1                                   | 2                                   | 6                                   | 5                                   | 10                                  | 6                             | 5                             | 1                             | 0                             | 13                            | 1                             | 16                            |
| 2013년                        | 준결승                              | 4위                                 | 6                                   | 3                                   | 2                                   | 1                                   | 10                                  | 6                                   | 11                                  | 2                             | 2                             | 0                             | 0                             | 3                             | 0                             | 6                             |
| 2015년                        | 준우승                              | 2위                                 | 6                                   | 4                                   | 1                                   | 1                                   | 10                                  | 3                                   | 13                                  | 6                             | 3                             | 2                             | 1                             | 11                            | 7                             | 11                            |
| 2017년                        | 준결승                              | 4위                                 | 6                                   | 3                                   | 0                                   | 3                                   | 4                                   | 5                                   | 9                                   | 6                             | 4                             | 2                             | 0                             | 14                            | 3                             | 14                            |
| 2019년                        | 16강                                | 12위                                | 4                                   | 1                                   | 3                                   | 0                                   | 5                                   | 3                                   | 6                                   | 4                             | 3                             | 0                             | 1                             | 8                             | 1                             | 9                             |
| 합계                          | 22회 진출(22/31)                    | 우승(4회)                           | 99                                  | 54                                  | 20                                  | 25                                  | 130                                 | 82                                  | 182                                 | 102                           | 59                            | 22                            | 21                            | 181                           | 72                            | 199                           |
| 순위                          | 아프리카 네이션스컵 역대 순위 : 2위 | 아프리카 네이션스컵 역대 순위 : 2위 | 아프리카 네이션스컵 역대 순위 : 2위 | 아프리카 네이션스컵 역대 순위 : 2위 | 아프리카 네이션스컵 역대 순위 : 2위 | 아프리카 네이션스컵 역대 순위 : 2위 | 아프리카 네이션스컵 역대 순위 : 2위 | 아프리카 네이션스컵 역대 순위 : 2위 | 아프리카 네이션스컵 역대 순위 : 2위 |                               |                               |                               |                               |                               |                               |                               |

### 하계 올림픽
| 올림픽 축구 기록 | 올림픽 축구 기록 | 올림픽 축구 기록 | 올림픽 축구 기록 | 올림픽 축구 기록 | 올림픽 축구 기록 | 올림픽 축구 기록 | 올림픽 축구 기록 | 올림픽 축구 기록 | 올림픽 축구 기록 |
| 년도             | 결과             | 순위             | 경기             | 승               | 무*              | 패               | 득점             | 실점             | 승점             |
| ---------------- | ---------------- | ---------------- | ---------------- | ---------------- | ---------------- | ---------------- | ---------------- | ---------------- | ---------------- |
| 1960년           | 진출 실패        | 진출 실패        | 진출 실패        | 진출 실패        | 진출 실패        | 진출 실패        | 진출 실패        | 진출 실패        | 진출 실패        |
| 1964년           | 8강              | 7위              | 4                | 1                | 1                | 2                | 7                | 12               | 4                |
| 1968년           | 조별리그         | 12위             | 3                | 0                | 2                | 1                | 6                | 8                | 2                |
| 1972년           | 조별리그         | 16위             | 3                | 0                | 0                | 3                | 1                | 11               | 0                |
| 1976년           | 기권             | 기권             | 기권             | 기권             | 기권             | 기권             | 기권             | 기권             | 기권             |
| 1980년           | 진출 실패        | 진출 실패        | 진출 실패        | 진출 실패        | 진출 실패        | 진출 실패        | 진출 실패        | 진출 실패        | 진출 실패        |
| 1984년           | 불참             | 불참             | 불참             | 불참             | 불참             | 불참             | 불참             | 불참             | 불참             |
| 1988년           | 진출 실패        | 진출 실패        | 진출 실패        | 진출 실패        | 진출 실패        | 진출 실패        | 진출 실패        | 진출 실패        | 진출 실패        |
| 합계             | 3회 진출(3/8)    | 8강(1회)         | 10               | 1                | 3                | 6                | 14               | 31               | 6                |

## 주요선수
- 조너선 멘사
- 앙드레 아유
- 토머스 파티
- 조르당 아유
- 해리슨 애풀
- 존 보예
- 와카소 무바라크
- 콰드워 아사모아
- 크리스천 아추
- 아사모아 잔
- 압둘 마지드 와리스
- 모하메드 쿠두스

## 역대 감독
| 감독                | 임기        |
| ------------------- | ----------- |
| 주세페 도세나       | 1998 ~ 2000 |
| 라토미르 두이코비치 | 2004 ~ 2006 |
| 아브람 그란트       | 2014 ~ 2017 |
| 오토 아도(대행)     | 2022        |
| 오토 아도           | 2022        |
| 크리스 휴턴         | 2023 ~ 2024 |
| 오토 아도           | 2024 ~      |